# Lovern Kindzierski
Lovern Kindzierski es un historietista canadiense nacido en Winnipeg, Manitoba, Canadá, conocido por su trabajo para DC Comics, Marvel Comics y Dark Horse Comics.

## Carrera
Kindzierski es licenciado en bellas artes (donde se graduó con honores) y en cine, y empezó a trabajar en la industria del cómic a principios de 1987, en Eclipse Comics. Al final de dicho año, empezó a trabajar como colorista y rotulista para DC Comics, y pronto después publicó su primer guion para cómics, escribiendo para Marvel Comics la antología Within our reach. En 1991, ayudó a crear Digital Chameleon, una compañía dedicada a la coloración de cómics con sede en su ciudad natal, Winnipeg.
En 1997, escribió seis números de la serie regular de Tarzan para Dark Horse Comics, lo que le valió una nominación como mejor guionista para los Premios Harvey. Ha sido reconocido por la Comic Buyer's Guide como uno de los coloristas más influyentes de todos los tiempos. Adicionalmente a su nominación al Premio Harvey como mejor guionista, ha sido nominado varias veces al Premio Harvey y al Premio Eisner como mejor colorista.
Tras terminar su etapa en Tarzan, Kinzierski fue contratado para escribir la serie The Victorian para Penny Farthing Press. Tras ello, escribió una serie de historias en la tradición de Las Mil y Una Noches para la revista Heavy Metal. Estas historias se recopilaron en un tomo recopilatorio, denominado Demon Wind, distribuido por Heavy Metal en Estados Unidos y por Norma Editorial en Europa. Kinzierski también ha escrito dos series bimensuales; Genesis 5 y Code, para Guardian Line. Estos cómics se basan en una visión idealista de los superhéroes de los años 60, en la Edad de Plata de los Cómics.
Kindzierski también es conocido como pintor, y antes de trabajar en la industria del cómic, trabajó durante varios años como impresor, dibujante de juzgados, y animador para Children's Televisión Workshop.
Más recientemente, ha empezado a trabajar para IDW Publishing, convirtiéndose en el colorista principal de la etapa de John Byrne en Star Trek.
En 2011, Kindzierski empezó a publicar la serie de novelas gráficas Shame, con dibujos de John Bolton, para Renegade Entertainment. La serie, muy bien recibida por la crítica y los aficionados, fue recopilada en un tomo recopilatorio en 2016.

## Premios
- 1992 Premios Eisner - Nominado - Mejor Colorista (por L.E.G.I.O.N 91/92)
- 1993 Premios Eisner - Nominado - Mejor Colorista (por Fair Tales of Oscar Wilde; Batman: La espada de Azrael y L.E.G.I.O.N. 92)
- 1997 Premios Harvey - Nominado - Mejor guionista (por Tarzan).
- 1998 Premios Eisner - Nominado - Mejor Colorista  (por Elric: Stormbringer y Dr. Strange: What Is It That Disturbs You, Stephen?)
- 2001 Premios Eisner - Nominado - Mejor Colorista  (por Ring of the Nibelung )